# Maximinos
Maximinos ist ein Ort und eine ehemalige Gemeinde (Freguesia) im Norden Portugals.

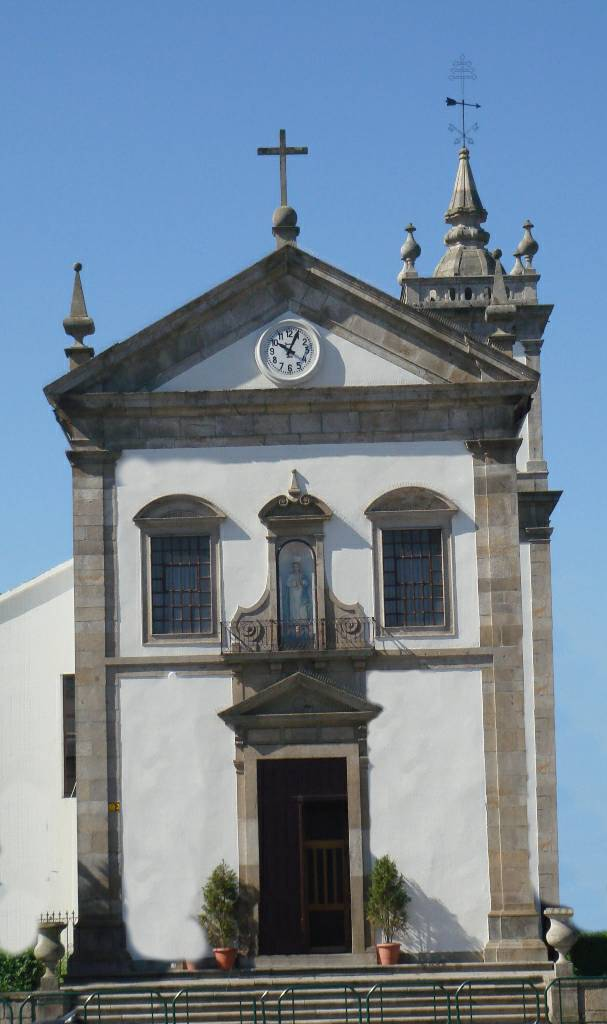
Kirche von Maximinos

Maximinos gehört zum Kreis und zum Stadtkern von Braga im gleichnamigen Distrikt Braga. Die Gemeinde hatte eine Fläche von 1,9 km² und 9795 Einwohner (Stand 30. Juni 2011).
Am 29. September 2013 wurden die Gemeinden Braga (Maximinos), Braga (Sé) und Braga (Cividade) zur neuen Gemeinde União das Freguesias de Braga (Maximinos, Sé e Cividade) zusammengeschlossen. Braga (Maximinos) ist Sitz dieser neu gebildeten Gemeinde.

## Bauwerke
- Casa da Naia
- Igreja de Maximinos
- Termas romanas de Maximinos
- Capela de São Miguel-o-Anjo
- Casa da Orge